# The Byrds
The Byrds a fost o formație de muzică rock din Statele Unite ale Americii. Formată în Los Angeles în 1964, membrii s-au schimbat de mai multe ori, singurul care a continuat să cânte până la destrămarea formației din 1973 fiind Roger McGuinn.

## Stil muzical
Melodii care i-au făcut cunoscuți au fost versiuni ale melodiilor lui Bob Dylan "Mr. Tambourine Man" și "My Back Pages" și versiunea melodiei lui Pete Seger "Turn!Turn!Turn!", precum și compozițiile proprii "I'll Feel a Whole Lot Better", "Eight Miles High" și "So You Want to Be a Rock 'n' Roll Star".
În anul 1991 au fost incluși în "Rock and Roll Hall of Fame".

## Discografie
- Mr. Tambourine Man (album)
- Turn! Turn! Turn!
- Fifth Dimension (album)
- Younger Than Yesterday
- The Notorious Byrd Brothers
- Sweetheart of the Rodeo
- Dr. Byrds & Mr. Hyde
- Ballad of Easy Rider (album)
- Untitled (The Byrds album)
- Byrdmaniax
- Farther Along
- Byrds (album)